# Блокада на Ленинград
Блокадата на Ленинград (на руски: Блокáда Ленингрáда), известна още като Обсадата на Ленинград, е военна блокада на град Ленинград (днес Санкт Петербург), която продължава 872 дни – от 8 септември 1941 до 27 януари 1944 г. по време на Великата отечествена война. Пробита е от Червената армия на 18 януари 1943 г., което осигурява малък коридор на достъп до града по земя.
Ленинград е обкръжен от войски на Вермахта под командването на фелдмаршал Вилхелм фон Лееб, фински и испански (Синя дивизия) части, както и доброволци от Северна Африка, Европа и военноморските сили на Италия. Блокирани са всички шосета и железопътни линии към града с изключение на тайния така наречен „Път на живота“, минаващ през замръзналото Ладожко езеро. В началото на блокадата в града няма достатъчно продукти и горива за дълъг период от време. Единственият маршрут е през Ладожкото езеро, но то се намира в пределите на досегаемост на артилерията на противника, а също така там действат и чужди военноморски сили. Пропускателната способност на тази транспортна артерия не съответства на потребностите на града. В резултат на всичко това започва масов глад, особено през първата сурова блокадна зима. Проблемите с отоплението и транспорта довеждат до смъртта на стотици хиляди жители. В края на 1941 година Дмитрий Шостакович пише своята Седма симфония, известна още като Ленинградска симфония, която се превръща в музикален символ на блокадата, но е представена в града при много тежки условия през август 1942 година.
След пробива на блокадата през януари 1943 г. обсадата на Ленинград продължава до януари 1944 година. През януари – февруари 1944 г. съветските войски провеждат Ленинградско-Новгородската операция – Ленинградският, Волховският и Втори Прибалтийски фронт преминават в настъпление, в резултат на което врагът е отблъснат на 220 – 280 километра от южните граници на града. На 27 януари 1944 г. се отбелязва денят на пълното освобождаване на Ленинград от блокадата. През юни-август 1944 г. съветските войски с подкрепата на кораби и самолети на Балтийския флот провеждат нови военни операции за отблъскване на врага.
Непосредствено след войната не се говори много за блокадата, защото прозират грешките и некомпетентността на съветските ръководители, но по-късно за масовия героизъм и смелостта в защита на Родината през Великата отечествена война, показан от защитниците на обсадения Ленинград, според Указа на Президиума на Върховния съвет на СССР от 8 май 1965 г. градът получава най-високата степен на отличие – град-герой.
27 януари е обявен за Ден на военната слава на Русия – Денят на пълното освобождаване на Ленинград от блокадата.

## Есента на 1941
През септември 1941 г. в града се намират 2 млн. 887 хил. жители. По време на евакуацията на Ленинград в периода 1941 – 1943 година са евакуирани към 1 млн. души. По време на обсадата на Ленинград в града и неговите покрайнини са били разрушени 3200 жилища, 9000 дървени къщи (изгорели), 840 фабрики и завода. Смята се, че смъртните случаи от глад и въоръжени атаки са между 800 000 и 1 500 000 души.
- 8 септември: С достигането от страна на германските войски на бреговете на Ладожкото езеро е осъществена пълната обсада на града.
- 10 септември: Сталин назначава маршал Жуков, на мястото на К. Ворошилов като главнокомандващ Ленинградския фронт.
- 12 септември: Най-големият склад за хранителни стоки в Ленинград – Бадаевският е унищожен от пожар в резултат на германски бомбардировки.
- 15 септември: Вилхелм фон Лееб е принуден да изтегли от фронта 4-та танкова група, която е изпратена като част от група армии „Център“ за участие в атаката срещу Москва.
- 19 септември: Немските войски са спрени на 10 км от Ленинград.
- 22 септември: Хитлер заявява: „Санкт Петербург трябва да бъде заличен от лицето на земята“, „Ние не сме заинтересовани от запазването на живота на цивилните граждани“
- Британското правителство заявява, че приятелските отношения с Финландия ще бъдат възстановени, ако последната спре военните действия срещу СССР, като границата между двете държави ще бъде върната на позицията ѝ от 1939 година. Финландците отговарят отицателно.
- 25 септември: Неуспех на съветския Шлиселбургски десант на южния бряг на Ладожкото езеро.
- 3 октомври: Неуспешен съветски десант в завод „Пиш-Маш“.
- 5 – 10 октомври: Стрелинско-Петерхофската операция: неуспешен опит на съветските войски да свържат Ленинград с Ораниенбаумския плацдарм.
- 8 ноември: Хитлер подчертава в речта си в Мюнхен: „Ленинград ще умре от глад“.
- 10 ноември: Начало на съветската контраофанзива, която принуждава до 30 декември и води като резултат до това немските войски да се отдръпнат от Тихвин до река Волхов и да не позволи съединяването им с финландски войски на река Свир, източно от Ленинград.
- 21 ноември – в Ленинград спира електрозахранването в жилищните домове.
- 28 ноември: Великобритания дава ултиматум на Финландия, в който настоява за прекратяване на войната със СССР най-късно до 5 декември. Чърчил, в приятелско писмо съветва Манерхайм да излезе де факто от войната, под формалния претекст че започва зимата. Въпреки това, Финландия, до голяма степен зависима от Германия, отговоря с отказ.
- Декември: Чърчил пише в дневника си: „Ленинград е обсаден, но непревзет“
- 6 декември: Великобритания, последвана от Канада, Австралия, Индия и Нова Зеландия обявява война на Финландия.
- 6 декември – в Ленинград излизат от строя водопроводните инсталации. Спряно е отоплението на домовете.
- В края на 1941 г. Финландия практически е прекратила военните действия.

## Лятото на 1942
1942 година
- 7 януари: Начало на Любянската настъпателна операция на съветските войски, продължила 16 седмици, която завършва без успех: Унищожена е Втора ударна армия, а нейния командир – генерал-лейтенант Андрей Власов, е заловен и дезертира на страната на немците.
- януари: За да разкъсат блокадата на немците, съветските войски започват битката за Невския нос. Боевете на този плацдарм продължават до май 1943 г. с променлив успех. И двете страни понасят тежки загуби.
- 30 април: Безуспешно завършва операция „Леден удар“ на Луфтвафе, целяща потопяване на Съветския Балтийски флот в ледовете близо до Ленинград.
- юни-септември: Нов артилерийски обстрел на Ленинград – с 800-килограмови снаряди.
- август: Испанската „Синя дивизия“ е предислоцирана в по-голяма близост до Ленинград.
- 14 август – 27 октомври: Финландската военна флотилия „K“ атакува „Пътя на живота“ на Ладожкото езеро.
- 19 август: Съветските войски започват 8-седмичната Синявска офанзива, която не е успешна, но проваля немския офанзивен план „Северно сияние“.

## 1942 – 1943
1943 година
- януари-декември: Нараства интензивността на артилерийския обстрел над Ленинград.
- 12 – 30 януари: Операция „Искра“ донася дългоочаквания резултат за откриване на коридор между града и брега на ладожкото езеро.
- 5 февруари – Влиза в експлоатация „Пътят на победата“ – 33-километровата жп линия, свързваща Ленинград с останалата част от страната.
- 7 февруари – В обсадения Ленинград пристига първият влак

## 1944
1944 година
- 14 януари – 1 март: За окончателното вдигане на блокадата съветските войски провеждат няколко настъпателни операции.
- 27 януари: Вдигане обсадата на Ленинград. Германските войски са отблъснати на 60 – 100 км от града. В чест на това събитие Ленинград е озарен от фойерверки – всички други зари по време на войната са били само в Москва.
- януари: Вината за унищожаване по време на войната, на културните и исторически забележителности на южното крайбрежие на Финския залив (с изключение на Ораниенбаум), по-специално на Екатерининия дворец, Петерхоф, Гатчина и Стрелина пада върху немците. Голяма част от тези ценности са отнесени в Германия.

## Проблеми при евакуирането на гражданите
Ситуацията до блокадата
На евакуацията на гражданите се придава голямо значение, но е лошо организирано и хаотично. До германското нападение над СССР не са разработени никакви планове за евакуиране на жителите на Ленинград. Смята се, че шансовете немските войски да достигнат до Ленинград са минимални, а съседна Финландия не се счита за противник, който е в състояние да завладее града. Първите влакове с хора напускащи Ленинград тръгват на 26 юни – седмица след началото на войната.
Първа вълна на евакуация
Първия етап продължава от 26 юни до 27 август, когато немските войски завладяват железопътния път свързващ Ленинград с намиращите се на изток области. Този период се характеризира с две особености:
- 1. Нежеланието на хората да напуснат града
- 2. Много Ленинградски деца са евакуирани от Ленинградска област. След края на блокадата повече от 175 000 деца са върнати обратно в Ленинград.

За този период от града са изведени 488 703 души, от тях 219 691 – деца (изведени са 395 091 деца, но впоследствие 175 000 са върнати); 164 320 работници и служещи са евакуирани заедно с цели предприятия. Евакуирани са 86 крупни отбранителни предприятия.
Втора вълна на евакуация
Тя има три етапа:
- евакуация през Ладожкото езеро чрез воден транспорт до Нова ладога и от там до станция Волхов с автотранспорт
- евакуация чрез авиация
- евакуация по леда на замръзналото Ладожко езеро

Загиналите по време на блокадата са погребани на Пискарьовското гробище.